# 統合図書館システム
統合図書館システム（とうごうとしょかんシステム、英語: Integrated Library System, ILS）は、図書館管理システム（英語: Library Management System, LMS）とも呼ばれ、図書館のエンタープライズリソースプランニングシステムであり、所蔵資料、発注済みのオーダー、支払い済み請求書、および貸出利用者を追跡するために使用される。
ILSは通常、リレーショナルデータベース、そのデータベースと対話するためのソフトウェア、および2つのグラフィカルユーザインタフェース（1つは利用者用、もう1つはスタッフ用）で構成される。ほとんどのILSは、ソフトウェア機能をモジュールと呼ばれる個別のプログラムに分割し、それぞれが統合されたインターフェイスに統合されている。モジュールの例には、次のものが含まれる。
- 選書購入（資料の注文、受け取り、請求）
- 目録作成（資料の分類と索引付け）
- 貸出・返却（利用者に資料を貸し出し、返却する）
- 雑誌（雑誌、雑誌、新聞の所蔵を追跡する）
- オンラインパブリックアクセスカタログまたはOPAC（パブリックユーザインタフェース）

各利用者と資料には、ILSがそのアクティビティを追跡できるようにするデータベース内の一意のIDがある。

## 歴史

### コンピュータ化以前
コンピュータ化の前は、図書館の業務は、手動で互いに独立して実行されていた。選書係は注文伝票を使用して資料を注文し、カタログ作成者はソースを手動でカタログ化し、カードカタログシステム（すべての書誌データが単一のインデックスカードに保持される）でインデックスを作成し、罰金は地元の管理人によって収集され、ユーザーは手書きで本の取り出しにサインをして、「手がかりカード」に名前を付け、それを貸出カウンターに保管した。初期の機械化は、テキサス大学が図書館の流通を管理するためにパンチカードシステムを使用し始めた1936年に始まった。パンチカードシステムは貸出のより効率的な追跡を可能にしたが、図書館サービスは統合されるにはほど遠いものであり、他の図書館の業務はこの変更による影響を受けなかった。

### 1960年代：コンピューター技術の影響
次の大きな革新は、1960年代のMARC標準の出現であり、これはコンピューター技術の成長と一致した。ライブラリの自動化が生まれた。この時点から、図書館はコンピューターの実験を開始し、1960年代後半から1970年代にかけて、新しいオンライン技術と共通のMARC語彙を利用した書誌サービスが市場に参入した。これらには、 OCLC （1967）、 Research Libraries Group （後にOCLCと合併）、Washington Library Network（Western Library Networkになり、現在はOCLCの一部でもある）が含まれる。

### 1970年代から1980年代：初期の統合ライブラリシステム

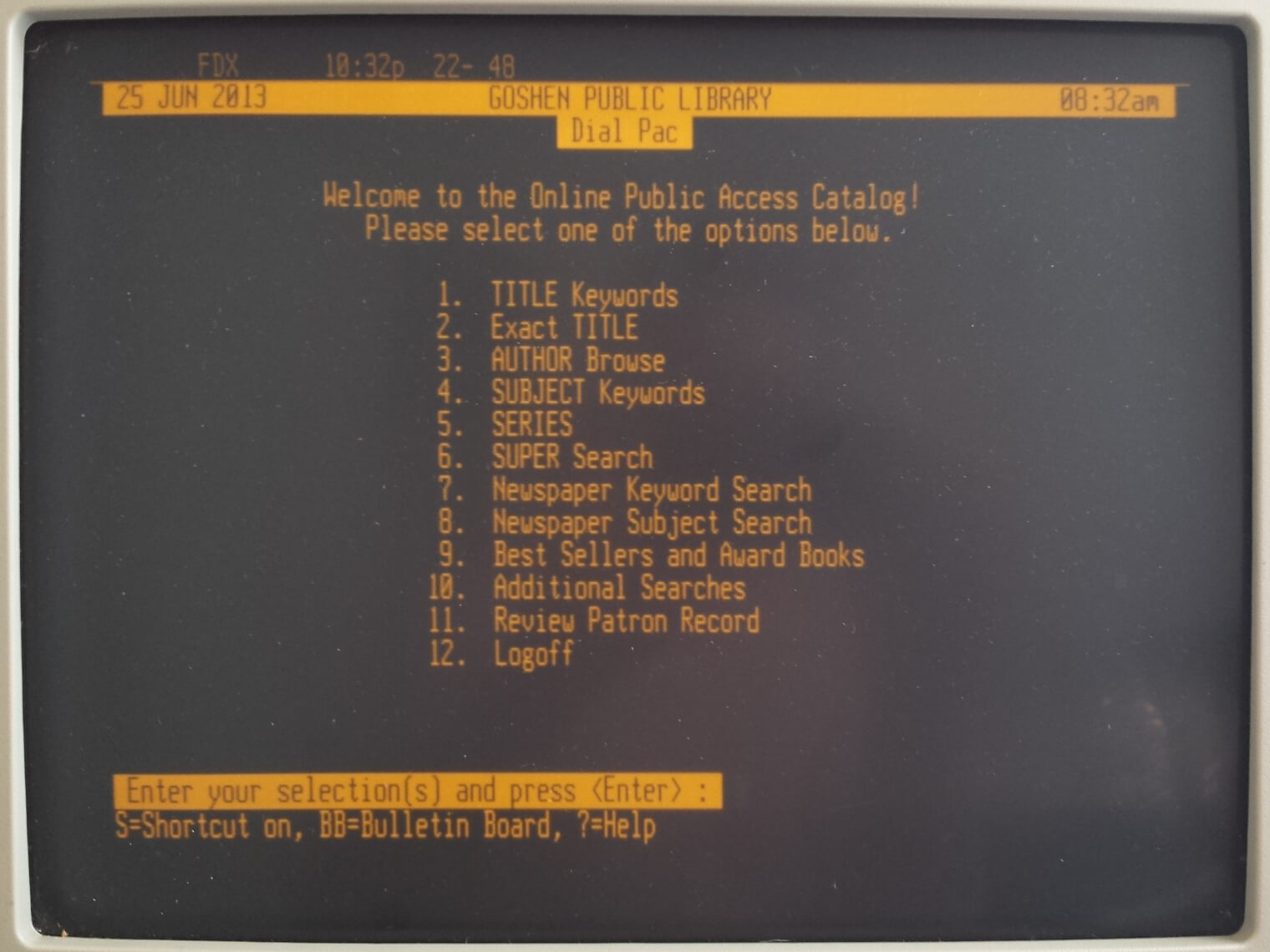
Dynixメニューのスクリーンショット

1970年代は、コンピュータストレージと電気通信の改善が特徴である。integrated library management systems（ILS）として知られる「マイクロコンピュータ上のターンキーシステム」がついに登場した。これらのシステムには、貸出・返却の制御や延滞通知などの主要な貸出・返却タスクの接続を可能にする必要なハードウェアとソフトウェアが含まれていた。技術が発展するにつれて、他の図書館の業務もILSを通じて達成できるようになった。これには、選書購入、目録作成、タイトルの予約、雑誌の監視などが含まれる。

### 1990年代から2000年代：インターネットの成長
1990年代から2000年代にかけてのインターネットの進化に伴い、OPACやオンラインのWebベースのポータルを通じて、ユーザーが図書館とより積極的に関われるようになり始めた。ユーザーは自分の図書館アカウントにログインして、本を予約または更新したり、図書館が購読しているオンラインデータベースにアクセスするために個人の認証をしたりするようになった。必然的に、この間、ILS市場は指数関数的に成長した。 1982年にはわずか5000万ドルであったILS業界の年間平均売上高は、2002年までに、約5億ドルとなった。

### 2000年代半ば〜現在：コストの増加と顧客の不満
2000年代半ばから後半までに、ILSベンダーは提供されるサービスの数だけでなく価格も増加させ、多くの小規模な図書館の間で不満が出始めた。同時に、オープンソースILSが初期のテスト段階に入っていた。一部の図書館ではKohaやEvergreenなどのオープンソースILSに注目するようになった。その理由は、ベンダーロックインを回避すること、ライセンス料を回避すること、ソフトウェア開発に参加することであった。ベンダーからの解放により、図書館は、ベンダーが提供できるものではなく、緊急性に応じてニーズに優先順位を付けることができるようになった。オープンソースILSに移行した図書館は、ベンダーがILSソフトウェアを所有することで図書館を厳格な契約で縛る力がなくなったため、パートナーシップを継続するために質の高いサービスを提供する可能性が高くなっていることを発見した。SCLENDSコンソーシアムの場合、Georgia PINES図書館コンソーシアムでのEvergreenの成功に続いて、サウスカロライナ州立図書館は、リソースを共有し、エバーグリーンILSのオープンソースの性質を利用して特定のニーズを満たすために、いくつかの地方公共図書館とともにSCLENDSコンソーシアムを形成した。SCLENDSが運用を開始してからわずか2年後の2011年10月までに、サウスカロライナ州立図書館に加えて、15の郡にまたがる13の公共図書館システムがコンソーシアムに参加した。
Librarytechnology.orgは、毎年2,400を超える図書館を対象に調査を行っており、2008年には調査対象の2%、2009年には8％、2010年には12％、2011年がオープンソースILSを採用したとしている。翌年の調査（2013年4月に公開）では、14％に増加し、「EvergreenやKohaを含むオープンソースのILS製品は、引き続き業界活動の重要な部分を占めている。公共・学術分野で報告された794件の契約のうち、14％にあたる113件の契約は、これらのオープンソースシステムのサポートサービスに関するものであった。」 としている。

### 2010年代〜現在：クラウドベースのソリューションの台頭
クラウド技術の台頭以来、クラウドベースの図書館管理システムの利用は劇的に増加している。NISTによると、クラウドコンピューティングには、さまざまな「特性（セルフサービス、リソースプーリング、弾力性など）、管理モデル（サービス、プラットフォーム、インフラストラクチャフォーカスなど）、展開モデル（パブリック、プライベートなど）」を含めることができる。そしてこれはクラウドベースの図書館システムにも当てはまる。

## ソフトウェア基準

### 分散型ソフトウェアとWebサービス
図書館のコンピュータシステムは、ソフトウェアの2つのカテゴリに分類される傾向がある：
- 永久ライセンスで購入したもの
- サブスクリプションサービス (Software as a Service) として購入したもの。

分散型ソフトウェアを使用すると、顧客は自分でインストールするか、ベンダーが独自のハードウェアにシステムをインストールするかを選択できる。アプリケーションとデータの運用と保守は、顧客が責任を持つか、年間保守契約でベンダーによるサポートを受けることを選択できる。一部のベンダーは、ソフトウェアのアップグレードを有料としている。 Web（ホスト型）サービスに加入している顧客は、インターネットを介してベンダーのリモートサーバーにデータをアップロードし、データにアクセスするために定期的な料金を支払う場合がある。

### ISBNに基づくデータ入力支援
多くのアプリケーションは、インターネット経由でMARC標準技術を使用して、入力されたISBNに基づいてデータフィールドにデータを入力することにより、手動データ入力の大部分を減らすことができる。

### バーコードのスキャンと印刷
ほとんどのソフトウェアでは、ユーザーはバーコードスキャナーを使用して手動入力の一部を省略できる。一部のソフトウェアは、スキャナー機能を統合するように設計されているか、追加のモジュールで拡張できる。ほとんどのソフトウェアベンダーは、何らかの形でスキャナー統合を提供しており、バーコードラベルを印刷できるものもある。

## 比較
| ソフトウェア | 開発元                                 | 公開年 | 最新の安定版の公開年 | プログラミング言語 | 主目的 | ライセンス  |
| ------------ | -------------------------------------- | ------ | -------------------- | ------------------ | ------ | ----------- |
| Koha         | Koha Community                         | 2000   | 2021年               | Perl               | ILS    | GPL-3.0以降 |
| PMB          | PMB開発チーム                          | 2002年 | 2019年               | PHP                | ILS    | CECILL-2.0  |
| NewGenLib    | Verusソリューション                    | 2005年 | 2015年               | Java               | ILS    | GPL         |
| Evergreen    | ジョージア州公共図書館サービス（GPLS） | 2006年 | 2021年               | Perl、C            | ILS    | GPL-2.0以降 |
| OpenBiblio   | OpenBiblio開発チーム                   | 2002年 | 2018年               | PHP                | ILS    | GPL-2.0以降 |
| Next-L Enju  | Project Next-L                         | 2007年 | 2022年               | Ruby               | ILS    | MIT         |

## 日本における統合型図書館システム
以下に、日本における統合型図書館システムの一部を挙げる。
| ベンダー                                         | ソフトウェア               | 対象             | クラウド版の有無 | 動作環境（サーバ）                                                                                          | 動作環境（業務クライアント）                                                      | 動作環境（利用者クライアント）                                                                                          |
| ------------------------------------------------ | -------------------------- | ---------------- | ---------------- | --- | --------------------------------------------------------------------------------- | --- |
| 富士通Japan株式会社                              | iLiswave-J                 | 大学図書館       |                  | |                                                                                   | |
| 富士通Japan株式会社                              | iLisfiera iLiswing WebiLis | 公共図書館       | 有               | |                                                                                   | |
| 株式会社シー・エム・エス（CMS）                  | E-CatsLibrary              |                  |                  | OS：RHEL or CentOS DBMS：PostgreSQL                                                                         | OS：Windows 10 ブラウザ： Mozilla FireFox 、Microsoft Edge                        | OS：Windows 10、 MacOS 等 ブラウザ：Mozilla FireFox 、Microsoft Edge 、Google Chrome 、 Safari 等                       |
| 株式会社リコー                                   | LIMEDIO                    |                  |                  | OS：Red Hat Enterprise Linux Server Version 6.X, 7.X,8                                                      | OS：Windows 10 Professional (64bit版) ブラウザ：Windows Internet Explorer 11 推奨 | |
| 京セラコミュニケーションシステム株式会社（KCCS） | CARIN-i                    | 大学・専門図書館 |                  | OS：Windows Server 2016 / 2019, Red Hat Enterprise Linux7 Webサーバ：Apache / IIS DBMS：Inter Systems Caché | OS：Windows Vista, Windows 8.1 / 10 ブラウザ：Internet Explorer 11 以上           | OS：Windows Vista, Windows 8.1 / 10 ブラウザ：Internet Explorer 11 以上, Firefox, Google Chrome, Safari, Microsoft Edge |
| 日本事務器株式会社（NJC）                        | ネオシリウス               |                  | 有               | |                                                                                   | |
| Project Next-L                                   | Next-L Enju                | 図書館全般       |                  | Unix系OS | ブラウザ                                                                          | |

## 参照
- Database management system
- Public library ratings

## 更に読む
- Breeding, Marshall (2014年 - 2021年). “Library systems report archives – American Libraries Magazine”. americanlibrariesmagazine.org.  American Library Association. 2021年7月8日閲覧。
- Rubin, Richard E.; Rubin, Rachel G. (2020). Foundations of library and information science (5th ed.). Chicago: ALA Neal-Schuman, an imprint of the American Library Association. ISBN 9780838947449. OCLC 1138996906